# سورة الحشر

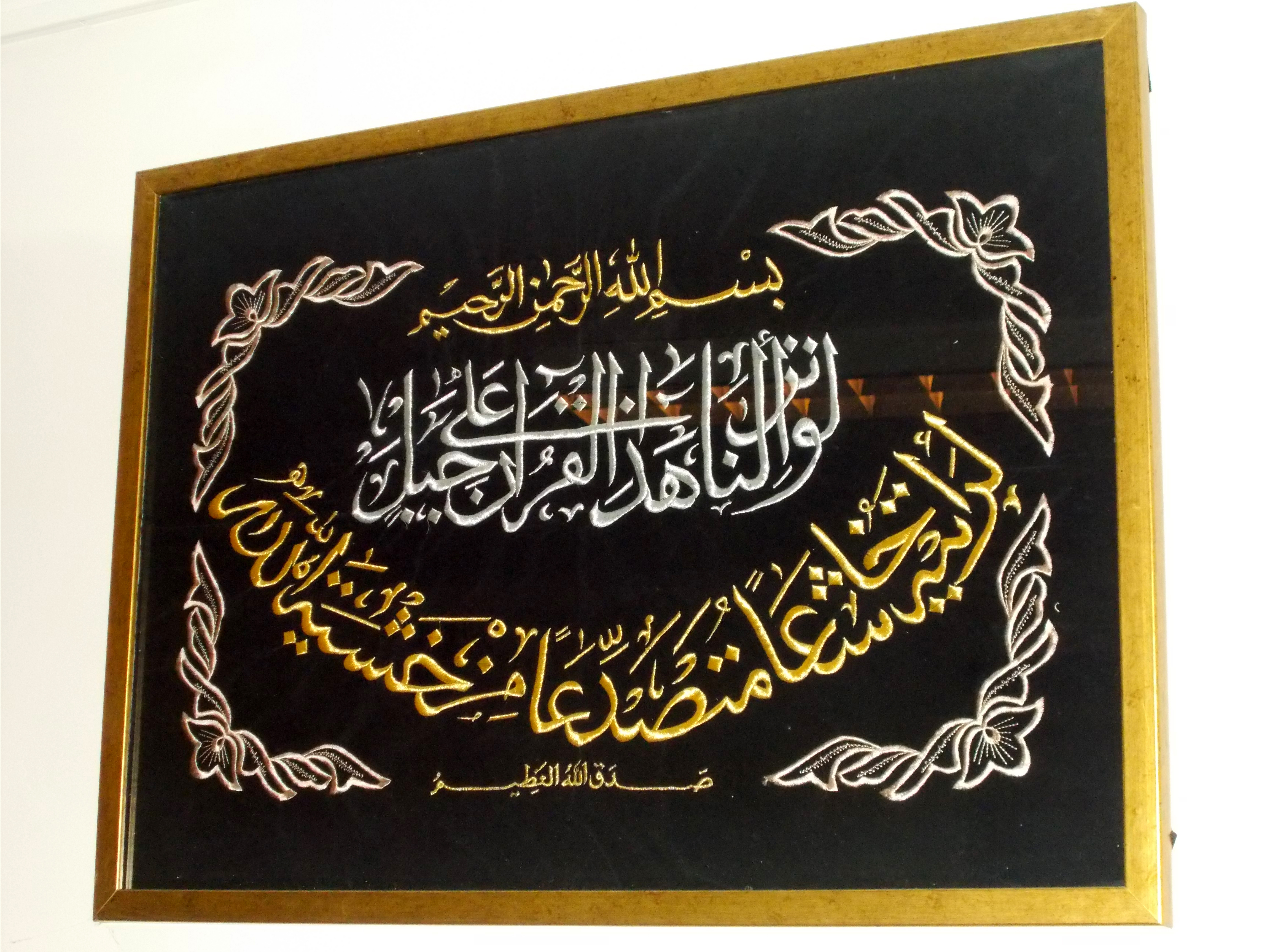

سورة الحشر سورة مدنية،من المفصل، آياتها 24، وترتيبها في المصحف 59 بعد سورة المجادلة وقبل سورة الممتحنة، في الجزء الثمانية والعشرين الحزب الخامس والخمسون، وهي من السور «المُسبِّحات» التي تبدأ بتسبيح الله؛ حيث بدأت بفعل ماض ﴿سَبَّحَ﴾ [الحشر:1] وهو أحد أساليب الثناء والتسبيح، نزلت بعد سورة البينة، والحشر أحد أسماء يوم القيامة في الإسلام.
ولها اسمان: الأول: الحشر، وهو اسم توقيفي، والثاني: بنو النضير، وهو اسم اجتهادي جاء عن ابن عباس وغيره.

## أسماء السورة
هذه السورة لها اسمان:
- الأول: سورة الحشر؛ وهو اسم توقيفي، فقد جاء عن النبي صلى الله عليه وسلم أنه قال: (من قال حين يصبح ثلاث مرات: أعوذ بالله السميع العليم من الشيطان الرجيم وقرأ ثلاث آيات من آخر سورة الحشر...).[3]
  - ووجه تسميتها: لوقوع لفظ الحشر فيها، ولأن فيها حشر بني النضير من ديارهم، أي: من قريتهم المسماة الزهرة قريبًا من المدينة، فخرجوا إلى بلاد الشام إلى أريحا وأذرعات، وبعض بيوتهم خرجوا إلى خيبر، وبعض بيوتهم خرجوا إلى الحيرة.
- الثاني: سورة بني النضير؛ وهو اسم اجتهادي، وقد جاء عن ابن عباس وغيره.

## عدد آياتها
أربع وعشرون باتفاق، وعدد كلماتها: (447) كلمة، وعدد حروفها: (1913) حرفا.

## سبب النزول
نزلت هذه السورة في حادث بني النضير وهم اليهود الذي نقضوا العهد مع الرسول صلى الله عليه وسلم، في السنة الرابعة من الهجرة، فأجلاهم عن المدينة النبوية، وبينت بعض آثار قدرة الله عز وجل، ومظاهر عزته بإجلاء اليهود من ديارهم وأوطانهم، مع ما كانوا فيه من الحصون والقلاع، وقد كانوا يعتقدون أنهم في عزة ومنعة، لا يستطيع أحد عليهم، فجاءهم بأس الله وعذابه من حيث لم يكن في حسابهم، وتناولت أحكام الفيء والغنيمة، وذكرت أصحاب رسول الله صلى الله عليه وسلم بالثناء العاطر، فنوهت بفضائل المهاجرين، ومآثر الأنصار، وقد ذكرت المنافقين الأشرار الذين تحالفوا مع اليهود ضد الإسلام، وضربت لهم أسوأ الأمثال، ووعظت أهل الإيمان بيوم القيامة، وبينت الفارق الشاسع بين منازل السعداء، ودركات الأشقياء في دار العدل الجزاء، وختمت بذكر أسماء الله الحسنى وصفاته العليا.

## زمن نزولها
اتفق جميع علماء تفسير القرآن على نزولها بالمدينة.

## ترتيبها في القرآن الكريم
السورة التاسعة والخمسون، وترتيبها في النزول: الواحد بعد المائة.

## مناسبة السورة لما قبلها
ذكر الله في نهاية سورة المجادلة حال اليهود وسوء سريرتهم، وعظيم جرأتهم، وأن بغضهم من الإيمان، وحبهم نفاق، أشارت سورة الحشر إلى ما عجل الله من هوانهم وإخراجهم من ديارهم وأموالهم، وتمكين المسلمين منهم.

## موضوعات السورة
- إجلاء يهود بني النضير.
- حكم الفيء.
- فضل المهاجرين والأنصار.
- موالاة المنافقين لليهود وخذلناهم لهم.
- توجيه المؤمنين وتنبيههم وفوز أهل الجنة، وبيان أثر القرآن.
- أسماء الله الحسنى.[8]

## مقاصد السورة
- إظهار قوة الله عز وجل وعزته في توهين اليهود والمنافقين.
- إظهار تفرق الباطل وقت الشدة.
- إظهار تآلف المؤمنين، وتضحيتهم بالمال والروح للأخ المسلم.[4]

## مناسبة أول السورة بآخرها
بدأت أول السورة بالتسبيح، وختمت كذلك بالتسبيح.

## مميزات السورة
- اختصت بذكر إجلاء بني النضير.
- ذكرت حكم الفيء والغنيمة.
- ذكرت فضل المهاجرين والأنصار.[9]

## وصلات خارجية
- سورة الحشر: تجويد-تفسير
- سورة الحشر مكتوبة بالرسم العثماني